# Laguna El Oconal
El Oconal es una laguna en Perú, que se localiza en el departamento de Pasco, cerca de la localidad de Villa Rica a 5 minutos de la ciudad.
En el área se han identificado 227 especies de aves y peces como bagres,tilapias y peces ornamentales. En flora destaca el lirio acuático, totorilla, pasto elefante, lentejilla; frutales como guayaba, pacae y maderas como: roble, nogal, cedro y eucalipto.
Hay paseo en botes y restaurantes alrededor, dónde podrá probar comida de la zona. ""LA ROMANA" ,"FINCA VARGAS", "TASTA" "VISTA HERMOSA" Y MÁS.

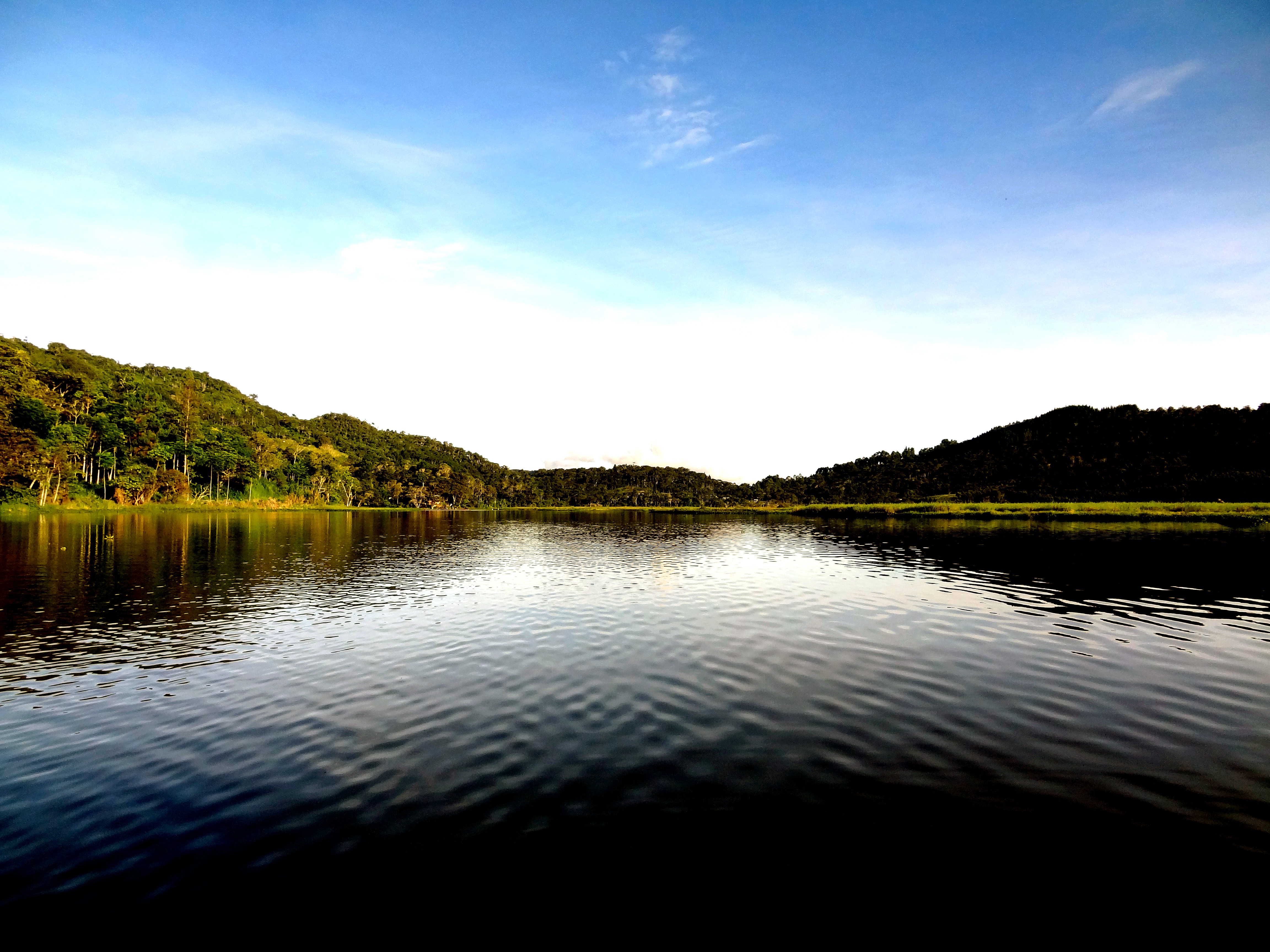
Atarceder en El Oconal.